# Шарлай Костянтин Петрович
Костянтин Петрович Шарлай — солдат Збройних Сил України, учасник російсько-української війни, що загинув у ході російського вторгнення в Україну в 2022 році.

## Життєпис
Костянтин Шарлай народився 1973 року в селі Федорівка (з 2020 року — Ланнівської сільської територіальної громади) Карлівського (з 2020 року — Полтавського району) на Полтавщині. Проходив військову службу за контрактом у лавах ЗСУ. З початком повномасштабного російського вторгнення в Україну перебував на передовій у складі 24-тій окремій механізованій бригаді імені Короля Данила. Загинув 20 березня 2022 року під час танкових обстрілів під містом Попасна на Луганщині. Траурну колону із тілом загиблого зустрічали 30 березня в Карлівці на Полтавщині. Чин прощання із загиблим Костянтином Шарлаєм та поховання відбулися 31 березня 2022 року в рідному селі Федорівка Ланнівської сільської територіальної громади.

## Родина
У загиблого залишилася донька.

## Нагороди
- Орден «За мужність» III ступеня (2022, посмертно) — за особисту мужність і самовіддані дії, виявлені у захисті державного суверенітету та територіальної цілісності України, вірність військовій присязі[4].